# Klaviersonate Nr. 8 (Beethoven)
Ludwig van Beethovens Klaviersonate Nr. 8 in c-Moll op. 13 wurde mit dem Einverständnis des Komponisten vom Verleger als Grande Sonate Pathétique bezeichnet und unter dem Namen Pathétique bekannt. Sie ist dem Fürsten Karl von Lichnowsky gewidmet, den Beethoven als einen der „treuesten Freunde und Beförderer“ seiner Kunst sehr schätzte, und entstand im Jahr 1798, wurde aber 1799 veröffentlicht, womit Beethoven zum Zeitpunkt des Komponierens 27 Jahre alt war.
„In vielen Beethoven-Büchern wird op. 13 als »Durchbruch« zum eigenen Ausdrucksstil gesehen.“ Man sah das Bekenntnishafte und Subjektive seiner Musik im revolutionären Zeitalter Napoleons als Ausdruck eigenen, pathetisch überhöhten Schmerzes wie auch als politisch zu deutendes Phänomen (Theodor W. Adorno).

## Aufbau
- Erster Satz: Grave/Allegro di molto e con brio, c-Moll, 4/4 Takt/alla breve, 310 Takte
- Zweiter Satz: Adagio cantabile, As-Dur, 2/4 Takt, 73 Takte
- Dritter Satz: Rondo Allegro, 4/4-Takt alla breve, 210 Takte

## Erster Satz
- Einleitung: Takt 1 - 10
- Exposition: Takt 11 - 132
  - Thema I (plus Weiterentwicklung): Takt 11 - 49
  - Überleitung: Takt 50 - 51
  - Thema II (plus Weiterentwicklung): Takt 51 - 88
  - Schlussgruppe: Takt 89 - 132
- Durchführung: Takt 133 - 194
- Reprise: Takt 195 - 294
- Coda: Takt 295 - Schluss

Takt 1-4 des ersten Satzes aus Beethovens Pathetique

Der erste Satz beginnt mit einer langsamen Einleitung (Grave). Schon diese ersten 10 Takte sind von extremen dynamischen Gegensätzen (mehrmaliger Wechsel zwischen p, fp und ff) geprägt. Nach einem vollgriffigen, akzentuierten c-Moll-Dreiklang von düster bedrohlicher Wirkung drängt eine in punktierten Rhythmen aufsteigende Tonfolge zu einem (doppeldominantischen) verminderten Septakkord, dessen schmerzlich wirkende Dissonanz sich in den Dominantdreiklang auflöst, wobei die Oberstimme vom es1 im Sinne einer Seufzersekunde zum d1 heruntersinkt. Die anschließende sequenzierte Wiederholung dieses Anfangsmotivs beginnt mit einem dominantischen verminderten Septakkord, wodurch die schmerzliche Wirkung verstärkt wird. Es folgen zwei weitere intensivierende (z. T. verkürzte) Wiederholungen; drei chromatische Akkorde drängen weiter in die Höhe, dann stürzt vom Spitzenton as2 ein Vierundsechszigstel-Lauf in die Tiefe.
Im 5. Takt, der in Es-Dur anfängt, gewinnt das Grave-Motiv durch vollgriffige Sechzehntel-Akkorde in der linken Hand an Bewegungsenergie. Beim Versuch, sich nach oben zu arbeiten, wird es zweimal von brutal im Fortissimo dazwischenfahrenden punktierten Akkordfolgen unterbrochen. Die endlich über „mühselige“ Chromatik erreichte Höhe kann nicht gehalten werden: am Ende rauscht eine chromatische Tonleiter beschleunigt (ihr letzter Abschnitt ist in Hundertachtundzwanzigsteln notiert) nach unten. Die „Katastrophe“ wird besiegelt durch den verminderten Septfall as1-h (saltus duriusculus), der zum Hauptteil des Satzes überleitet.

Tremoli in Takt 11 - 15 des ersten Satzes aus Beethovens Pathetique

Das wiederholte, in jeweils viertaktigen Vorder- und Nachsatz gegliederte Hauptthema (Allegro) von Takt 11 bis 26 beginnt mit einer im Staccato aufsteigenden Tonfolge, die von Oktav-Tremoli in der linken Hand unterlegt wird.

Frage-Antwort-Spiel ab Takt 51 des ersten Satzes

 Von Takt 27 bis 34 folgen über zwei Akkorde abstürzende, gebrochene Dreiklänge, bevor das Hauptthema diesmal in der Dominante erneut erscheint. Auch die Exposition ist, wie in der Einleitung bereits angedeutet, von einem nach oben drängenden Motiv geprägt, das seine Bestätigung aber nie findet: es endet immer wieder in fallenden Figuren.

Das in Takt 51 eintretende Seitenthema ist von einem Wechsel der Melodie zwischen tiefem (Bass) und hoher Lage (Diskant), sowie einem parallel dazu ablaufenden „Frage-Antwort-Spiel“ gekennzeichnet. Ungewöhnlich ist die Wahl der Tonart es-Moll statt der üblichen Dur-Parallele Es-Dur. Von Takt 89 ab erscheint eine an die Tremoli des Hauptthemas angelehnte Figur mit einem in Sekundschritten abwärts geführten Bass. Acht Takte mit diatonischen Skalen in Achteln leiten zu einer kurzen Wiederholung des Hauptthemas über. Am Ende der Exposition erscheint vor der Durchführung wieder der Grave-Teil, dessen Thema in der Durchführung, wieder begleitet mit Oktav-Tremoli, in der linken Hand aufgegriffen wird. 

Tremoli im Diskant in Takt 149 - 151 des ersten Satzes

 Die Tremoli wechseln ab Takt 149 in die hohe Lage, und der Bass spielt dazu in Abwandlung der aufsteigenden Halbtonfolge des Hauptthemas (e - f - g - as - h - c) eine in Quinten und Quarten aufsteigende Halbtonfigur (ges - f - des - c - usw.). Das Hauptthema tritt noch einmal ab Takt 285 in seiner Originalgestalt in c-Moll, und das Seitenthema ab Takt 221 in f-Moll auf. Ab Takt 253 erscheint noch einmal die Figur von Takt 89, bevor in der Coda ab Takt 295 das Grave-Thema, allerdings harmonisch verändert, ein drittes Mal auftritt. Der Satz endet schließlich mit der Wiederholung des Hauptthemas furios. (Als Anmerkung sei hinzugefügt, dass Beethoven mit der Wiederaufnahme des Einleitungsthemas ("Grave") in der Coda den Rahmen der Sonatenhauptsatzform in gewissem Sinne sprengt.)
„Die Flucht in ein scharfes, in ein gleichsam geduckt dahinsausendes, von zeitraubenden Riesenaffekten freies Tempo (ist) ... im Allegro molto der Pathétique ... die einzige Form, dem Satz gerecht zu werden.“

## Zweiter Satz

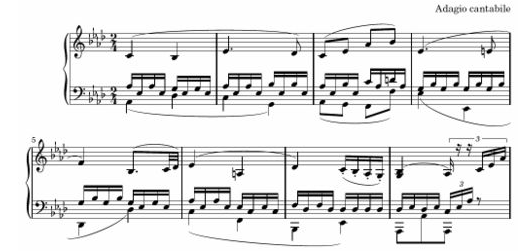
Takt 1 - 8 des zweiten Satzes

Der zweite Satz, eine kantable Träumerei mit einer der bekanntesten Melodien Beethovens, steht in As-Dur, der Tonart, in der Beethoven oft seine innigsten und wärmsten Äußerungen bringt. Er ist in dreiteiliger Liedform (A A' B A C C' A" A"' Coda) gebaut. Der 8-taktige Abschnitt A ist in jeweils viertaktigen Vorder- und Nachsatz gegliedert. Ein halbtaktiger Wechsel von den begleitenden 16-teln zu 16-tel-Triolen leitet zur um eine Oktave hochversetzten Wiederholung des Themas über. Ab Takt 17 folgt dann der B-Teil mit kompakten Akkordblöcken in der linken Hand (Hörbeispielⓘ). Dieser umfasst 8 Takte sowie vier nachgeschobene Takte als Überleitung zu einer Wiederholung.
Ab Takt 37 wechselt die Begleitung für den Rest des Satzes in 16-tel-Triolen. 

Triolische Begleitung und neues Thema in Takt 37 - 39 des zweiten Satzes

  Dieser Gegensatz wird zusätzlich durch die Dynamik (pp ↔ sf), einen Wechsel von sparsamer, einstimmiger Begleitung zu schweren Akkordblöcken in tiefer Lage, sowie ein Versetzen der Melodie in eine höhere Lage, verstärkt. Ab Takt 45 wird das Thema in verkürzter Form (zweimal drei Takte) mit vertauschten Tongeschlechtern der beiden Teile wiederholt. Die ersten drei Takte stehen in Dur, während die folgenden drei Takte in moll gesetzt sind. Von Takt 51 bis 66 wird dann das Anfangsthema (Takt 1 - 16), diesmal allerdings mit triolischer Begleitung, wiederholt. Eine achttaktige Coda beendet dann den Satz.

## Dritter Satz

Takt 1 - 8 des dritten Satzes (Rondo)

Das Rondo beginnt mit einem Thema (Ritornell), welches an das Seitenthema des ersten Satzes anknüpft. Im Rondo wechseln sich stets neue Couplets (B, C, D) mit einem wiederkehrenden Ritornell (A; ab Takt 1, 61, 120 und 171) ab. Die teilweise aus dem Material des Refrainteiles abgeleiteten Couplets sind weniger streng gearbeitet und gehen durch variierende „Fortspinnung“ ineinander über.

Couplets: Triolenfigur ab Takt 144 und Thema ab Takt 43

Eine häufig wiederkehrende musikalische Wendung sind zum Beispiel die ab Takt 33, 51, 114, 143, und 189 wiederholt auftretenden triolischen Pendelfiguren.